# شوت فايتينغ
شوت فايتينغ (بالإنجليزية: Shootfighting)‏ هي فن قتالي ورياضة قتالية، مع المسابقات التي تنظمها الجمعية الدولية لرياضة شوت فايتينغ. وهي تتضمن تقنيات من العديد من فنون القتال التقليدية، وأهمها المصارعة والكيمبو.

## وصلات خارجية
- Official Shootfighting information & training in Vallejo, Fairfield, Vacaville & Davis, CA
- American Kenpo & Shootfighting
- Swedish Shootfighting Association